# I Want Your Sex (film)
Pour les articles homonymes, voir I Want Your Sex.
Pour plus de détails, voir Fiche technique et Distribution.
I Want Your Sex est un film américain réalisé par Gregg Araki et dont la sortie n'est pas encore annoncée.

## Synopsis
Le jeune Elliot découvre une offre d'emploi très particulière de la part d'une célèbre artiste nommée Erika Tracy. Il doit devenir sa muse sexuelle.

## Fiche technique
Sauf indication contraire, les informations mentionnées dans cette section peuvent être confirmées par la base de données cinématographiques IMDb,  présente dans la section « Liens externes ».
- Titre original : I Want Your Sex
- Réalisation : Gregg Araki
- Scénario : Gregg Araki et Karley Sciortino
- Musique : N/A
- Direction artistique : Mike Conte
- Décors : Angelique Clark
- Costumes : Arianne Phillips
- Montage : Gregg Araki et Victor G. Parra
- Photographie : Tucker Korte
- Production : Seth Caplan, Michael Heimler, Teddy Schwarzman et Karley Sciortino
  - Production exécutive : Courtney Cuniff, John Friedberg et Ezra Venetos
- Société de production : Black Bear Pictures
- Distribution : N/A
- Pays de production :  États-Unis
- Langue originale : anglais
- Genre : Thriller érotique
- Date de sortie : Date sujette à modification

## Distribution
- Olivia Wilde : Erika Tracy
- Cooper Hoffman : Elliot
- Charli XCX
- Daveed Diggs
- Mason Gooding
- Roxane Mesquida : Yvette
- Chase Sui Wonders
- Johnny Knoxville
- Margaret Cho
- George Todd McLachlan

## Production

### Genèse et développement
En mai 2024, Gregg Araki annonce que son prochain projet sera un thriller érotique intitulé I Want Your Sex, marquant son retour derrière la caméra onze ans après White Bird.

### Attribution des rôles
Dès l'annonce du projet, Olivia Wilde est la première actrice engagée pour le rôle principal féminin.
Le 27 août, Cooper Hoffman rejoint la distribution dans le rôle principal masculin. Il est rejoint peu après par Charli XCX.
Le 28 octobre, la distribution s'étoffe avec les arrivées de Daveed Diggs, Mason Gooding, Johnny Knoxville, Chase Sui Wonders et Margaret Cho,.

### Tournage
Le tournage débute le 2 octobre 2024 à Los Angeles,. Les prises de vues s'achèvent le 27 octobre.